# عادلة سلطان
عادلة سلطان: هي الأميرة الخطاطة عادلة بنت السلطان العثماني محمود الثاني، وشقيقة السلطان الخطاط عبد المجيد الأول،
اشتهرت أسرة السلطان محمود الثاني ومنهم الاميرة عادلة بالصلاح والتعلق بخدمة الحرمين الشريفين، واهتم السلطان بإعادة بناء الجوامع التي دمرتها الزلازل في عموم أنحاء دولة الخلافة الإسلامية العثمانية وعرفت زوجاته وبناته بحب الخير، ورعاية الأوقاف، وتقديم الهدايا النفيسة 
كانت لأميرة هغرفة مخصصة لعبادة واعتكاف وتقع الغرفة بين جامع أبي أيوب الأنصاري وضريحه. ولها عدد من الاوقاف في المدينة المنورة 